# Bolsa de Valores de Moçambique
Die Bolsa de Valores de Moçambique (BVM) oder Maputo Stock Exchange ist die erste und hauptsächliche Wertpapierbörse in Mosambik. Sie wurde 1999 mit Unterstützung der Lissabonner Börse (heute Euronext Lisboa) und der Weltbank eröffnet. Sie hat ihren Sitz im Hochhaus Prédio 33 Andares in der Avenida 25 de Setembro Nr. 1230 in der Hauptstadt Maputo.
Am 25. April 2023 genehmigte die Regierung die Umwandlung der öffentlichen BVM-Institution zu einem privatwirtschaftlich organisierten Unternehmen.

## Geschichte
Im Jahr 1997 richtete die mosambikanische Regierung über das Ministerium für Planung und Finanzen das „Komitee zur Installation der Mosambik-Börse“ ein, dessen Aufgabe es sein sollte, die Organisation des Kapitalmarkts in Mosambik zu fördern, insbesondere im Hinblick auf die Schaffung der notwendigen institutionellen und rechtlichen Strukturen, und auch die Einrichtung einer Börse umzusetzen, die ursprünglich als die am besten geeignete Einrichtung angesehen wurde, um dem Funktionieren eines organisierten sekundären Wertpapiermarktes Substanz zu verleihen.
Nach rund 25 Jahren ihres Bestehens wurde die Mosambikanische Börse von einem öffentlichen Institut in eine Aktiengesellschaft umgewandelt, deren Kapital hauptsächlich vom mosambikanischen Staat (über das IGEPE) gehalten wird und zum staatlichen Unternehmenssektor gehört. Die Börse bietet außerdem Dienstleistungen für die Registrierung, Abrechnung, Abwicklung und Verbreitung ausreichender und zeitnaher Informationen über durchgeführte Transaktionen an.
Zu Beginn des Jahres 2023 zählte die BVM 12 Unternehmen, 2024 bereits 16 Unternehmen. Mit Stand Juni 2025 sind derzeit 13 Unternehmen gelistet.

## Mitgliedschaften
Die Börse ist Mitglied von:
- African Securities Exchanges Association